# Abdelbasset Hannachi
Abdelbasset Hannachi (2 de gener de 1985) és un ciclista algerià professional des del 2008.

## Palmarès
- 2003
  - Campió àrab en ruta
- 2006
  - Campió àrab en ruta
- 2007
  - Vencedor d'una etapa al Tour dels Aeroports
- 2008
  - 1r al Gran Premi de Losail
  - Vencedor de 2 etapes al Tour de Maurici
- 2009
  - Campió àrab en ruta
  - Vencedor d'una etapa al President Tour of Iran
  - Vencedor d'una etapa al Tour de Java oriental
  - Vencedor d'una etapa al Tour dels Aeroports
- 2010
  - Vencedor de 2 etapes a la Volta a Líbia
- 2013
  - Vencedor d'una etapa al Fenkel Northern Redsea
  - Vencedor d'una etapa al Tour d'Eritrea
  - Vencedor d'una etapa al Tour d'Algèria
  - Vencedor d'una etapa al Tour de Tipaza
  - Vencedor d'una etapa al Tour de Faso
- 2014
  -  Campió d'Algèria en ruta
  - Vencedor d'una etapa a la Volta al Marroc
- 2015
  - 1r al Tour d'Annaba i vencedor de 2 etapes